# Carey Wilson (Eishockeyspieler)
Carey John Wilson (* 19. Mai 1962 in Winnipeg, Manitoba) ist ein ehemaliger kanadischer Eishockeyspieler. Der Center bestritt zwischen 1984 und 1992 insgesamt über 600 Spiele für die Calgary Flames, Hartford Whalers und New York Rangers in der National Hockey League, nachdem er seine Karriere bei Helsingfors IFK in Finnland begonnen hatte. Letzteres ermöglichte es ihm, mit der kanadischen Nationalmannschaft an den Olympischen Winterspielen 1984 teilzunehmen. Darüber hinaus gewann er mit der U20-Nationalmannschaft seines Heimatlandes im Jahre 1982 die erste Goldmedaille bei Junioren-Weltmeisterschaften in der Geschichte des Teams.

## Karriere

### Anfänge
Carey Wilson spielte in seiner Jugend unter anderem für die Calgary Chinooks in der Alberta Junior Hockey League sowie für die Calgary Wranglers in der Western Hockey League, beschritt in der Folge jedoch den für Kanadier eher unüblichen Weg an eine Universität in den USA, so wechselte er zur Saison 1979/80 ans Dartmouth College. Im Spielbetrieb der National Collegiate Athletic Association überzeugte der Center auf Anhieb, so erzielte er 38 Scorerpunkte in 31 Spielen und wurde in der Folge im NHL Entry Draft 1980 an 67. Position von den Chicago Black Hawks ausgewählt. Nach einem weiteren Jahr in Dartmouth entschloss er sich zu einem Wechsel nach Europa, wo er die nächsten zwei Spielzeiten für Helsingfors IFK in der finnischen SM-liiga auflief. Mit dem Team gewann er 1983 die finnische Meisterschaft und führte die Liga zudem in der Plus/Minus-Statistik (+31) an, sodass er mit der Matti-Keinonen-Trophäe ausgezeichnet wurde.

### NHL
Nach seiner Zeit im Trikot der Nationalmannschaft kehrte Wilson gegen Ende der Saison 1983/84 nach Nordamerika zurück und debütierte im März 1984 für die Calgary Flames in der National Hockey League (NHL). Diese hatten die Spielerrechte an ihm bereits im November 1982 im Tausch für Denis Cyr erhalten. In der Folge etablierte sich der Angreifer auch in der NHL als regelmäßiger Scorer, wobei er seinen Karriere-Bestwert bereits als Rookie verzeichnete. Mit 72 Punkten aus 74 Spielen belegte er hinter Mario Lemieux und Warren Young Rang drei unter den Liganeulingen dieses Jahres und stellte einen Franchise-Rekord der Flames auf, der bereits drei Jahre später von Joe Nieuwendyk übertroffen werden sollte (92 Punkte). In den Playoffs 1986 erreichte er mit den Flames das Endspiel um den Stanley Cup, konnte dies jedoch verletzungsbedingt nicht bestreiten, während sein Team den Canadiens de Montréal mit 1:4 unterlag. Nachdem er an seine zu Beginn gezeigten Leistungen in der Folge nicht anknüpfen konnte, wurde er nach fast vier Jahren bei den Flames im Januar 1988 samt Neil Sheehy und den Rechten an Lane MacDonald an die Hartford Whalers abgegeben. Im Gegenzug wechselten Dana Murzyn und Shane Churla nach Calgary.
In Hartford war Wilson weniger als ein Jahr aktiv, da er bereits im Dezember 1988 samt einem Fünftrunden-Wahlrecht im NHL Entry Draft 1990 zu den New York Rangers transferiert wurde. Die Whalers erhielten dafür Brian Lawton, Norm Maciver und Don Maloney. Bei den Rangers übernahm er das Amt des Assistenzkapitäns und beendete die Spielzeit mit einem Schnitt von deutlich über 1,0 Scorerpunkten pro Spiel (55 in 41 Spielen). Dennoch schickten ihn die Broadway Blueshirts bereits im Juli 1990 samt einem Drittrunden-Wahlrecht im NHL Entry Draft 1991 zurück nach Hartford und erhielten dafür Jody Hull. Sein zweites Engagement bei den Whalers währte noch weniger lang als das erste, da der Kanadier bereits im März 1991 im Tausch für Mark Hunter zu den Calgary Flames zurückkehrte.
Seine letzten NHL-Jahre waren von Verletzungen geprägt, so absolvierte Wilson in knapp zwei Jahren weniger als 80 Spiele, bevor er seine Karriere durch eine schwere Knieverletzung im Dezember 1992 beenden musste. In der Saison 1996/97, über drei Jahre später, kehrte er zwar noch einmal für die Manitoba Moose in der International Hockey League zurück aufs Eis, erklärte seine Laufbahn allerdings nach sieben absolvierten Partien endgültig für beendet. Insgesamt hatte der Center 604 NHL-Partien absolviert und dabei 451 Punkte verzeichnet.

### International
Auf internationalem Niveau vertrat Wilson die kanadische U20-Nationalmannschaft bei der Junioren-Weltmeisterschaft 1982 und gewann dort mit dem Team die erste Goldmedaille für sein Heimatland in der Geschichte dieses Wettbewerbs. Anschließend verbrachte er die Saison 1983/84 bei der A-Nationalmannschaft, für die er in diesem Zeitraum über 60 Spiele bestritt. Dies ermöglichte es ihm, an den Olympischen Winterspielen 1984 in Sarajevo teilzunehmen, da Spieler aus einem NHL-Kader nach wie vor nicht spielberechtigt waren. Mit dem Team Canada erreichte der Angreifer bei den Spielen die Finalrunde, belegte nach drei Niederlagen aus drei Spielen dort jedoch nur den vierten Platz.

## Erfolge und Auszeichnungen
- 1982 Goldmedaille bei der Junioren-Weltmeisterschaft
- 1983 Finnischer Meister mit Helsingfors IFK
- 1983 Matti-Keinonen-Trophäe

## Karrierestatistik

### International
Vertrat Kanada bei:
- Junioren-Weltmeisterschaft 1982
- Olympischen Winterspielen 1984

(Legende zur Spielerstatistik: Sp oder GP = absolvierte Spiele; T oder G = erzielte Tore; V oder A = erzielte Assists; Pkt oder Pts = erzielte Scorerpunkte; SM oder PIM = erhaltene Strafminuten; +/− = Plus/Minus-Bilanz; PP = erzielte Überzahltore; SH = erzielte Unterzahltore; GW = erzielte Siegtore; 1 Play-downs/Relegation; Kursiv: Statistik nicht vollständig)

## Persönliches
Sein Vater Jerry Wilson bestritt in der Saison 1956/57 drei Partien für die Canadiens de Montréal in der NHL und war anschließend als Teamarzt der Winnipeg Jets tätig. Mit seinem Zwillingsbruder Geoff Wilson stand er eine Spielzeit gemeinsam für Helsingfors auf dem Eis, in der das Team die finnische Meisterschaft gewann. Sein Sohn Colin Wilson schaffte als Eishockeyspieler ebenfalls den Sprung in die NHL.